# Paul Biya Stadium
Paul Biya Stadium – piłkarski stadion w Jaunde, w Kamerunie. Obiekt będzie mógł pomieścić 60 000 widzów. Budowę stadionu rozpoczęto w marcu 2016 roku, a planowo ma się skończyć w 2018 roku. Obiekt będzie jedną z aren Pucharu Narodów Afryki w 2021 roku. Na stadionie będą znajdować się boiska do koszykówki, siatkówki i korty tenisowe, osiem basenów olimpijskich, centra konferencyjne i handlowe, czterogwiazdkowy hotel i parking jako zaplecze sportowe w kompleksie Olembe Sport. Stadion będzie używany głównie do piłki nożnej. Nazwa stadionu pochodzi od imienia obecnego prezydenta, Paula Biya, który od ponad 30 lat pełni władzę.